# Tuva (namn)
För andra betydelser, se Tuva (olika betydelser).

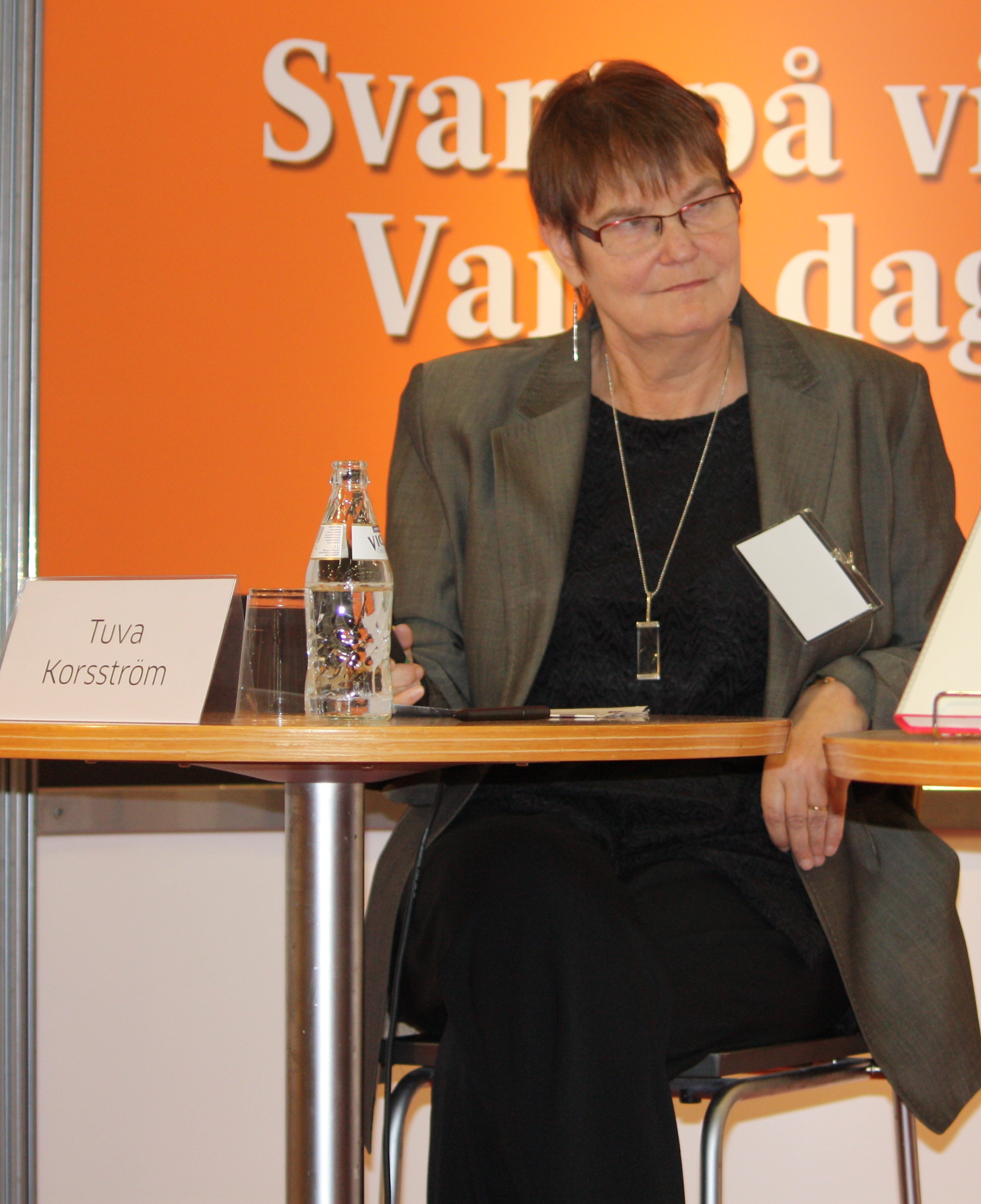
Tuva Korsström, 2010.

Tuva är ett skandinaviskt kvinnonamn som kommer från fornnordiska namnet Tófa, som var en kortform av namn som började med Tor- och hade ett slutled börjande med f- eller v-. Exempel på dessa är Torve som betyder «tordön, åska» och «helig» och Þórfríðr (Torfrid) som betyder «tordön, åska» och «vacker». Namnet är en variant av Tova och Tove.
Det fanns år 2011 totalt 4 836 personer i Sverige med förnamnet Tuva, varav 4 214 hade det som tilltalsnamn. Officiell namnsdag saknas i Sverige, men firas i Norge den 2 november tillsammans med Tove.

## Personer med förnamnet Tuva
- Tuva Korsström (född 1946), finländsk litteraturvetare och journalist
- Tuva B. Larsen  (född 1991), norsk musikalartist, sångerska och skådespelare
- Tuva Novotny (född 1979), svensk skådespelare
- Tuva Semmingsen (född 1975), dansk operasångerska, mezzosopran